# TTV Re-Bau Gönnern
Le TTV Re-Bau Gönnern est un club de tennis de table allemand situé à Gönnern (commune d'Angelburg). L'équipe fanion masculine a écrit les principales lignes de l'histoire du club.

## Histoire du club
Fondé le 23 novembre 1966, l'équipe fanion du club a pendant longtemps végéter dans les championnats amateurs avant d'atteindre la Bundesliga 2 en 1993. Trois ans plus tard, le TTV Gonnern monte en première division.
Lors de sa première année dans l'élite, le club bat le Borussia Düsseldorf en finale de la Coupe d'Allemagne et se qualifie ainsi pour la coupe d'europe. L'année suivante, en 1997, le club échoue aux portes de la finale de l'ettu cup. En 2001 et en 2002, les hommes terminent vice-champions d'Allemagne, décrochent leur deuxième Coupe nationale la première année et arrivent à leur apogée en 2005, lorsqu'ils remportent la Ligue des champions. Ils deviennent au passage la première équipe à battre le Royal Villette Charleroi en finale après quatre ans de règne sans partage sur l'Europe. Ils réitèrent leur exploit l'année suivante en conservant leur trophée toujours aux dépens des Belges.
En 2009, Le TTV Gonnern retire son équipe première de l'élite à la suite des problèmes financiers auxquels le club est confronté.

## Palmarès
- Vainqueur de la Ligue des champions en 2005 et 2006.
- Vice-champion d'Allemagne en 2001 et 2002.
- Demi-finaliste de la Coupe d'Europe Nancy-Evans en 1998.

## Source
- (de) Cet article est partiellement ou en totalité issu de l’article de Wikipédia en allemand intitulé « TTV Gönnern » (voir la liste des auteurs).